# Järvaveckan

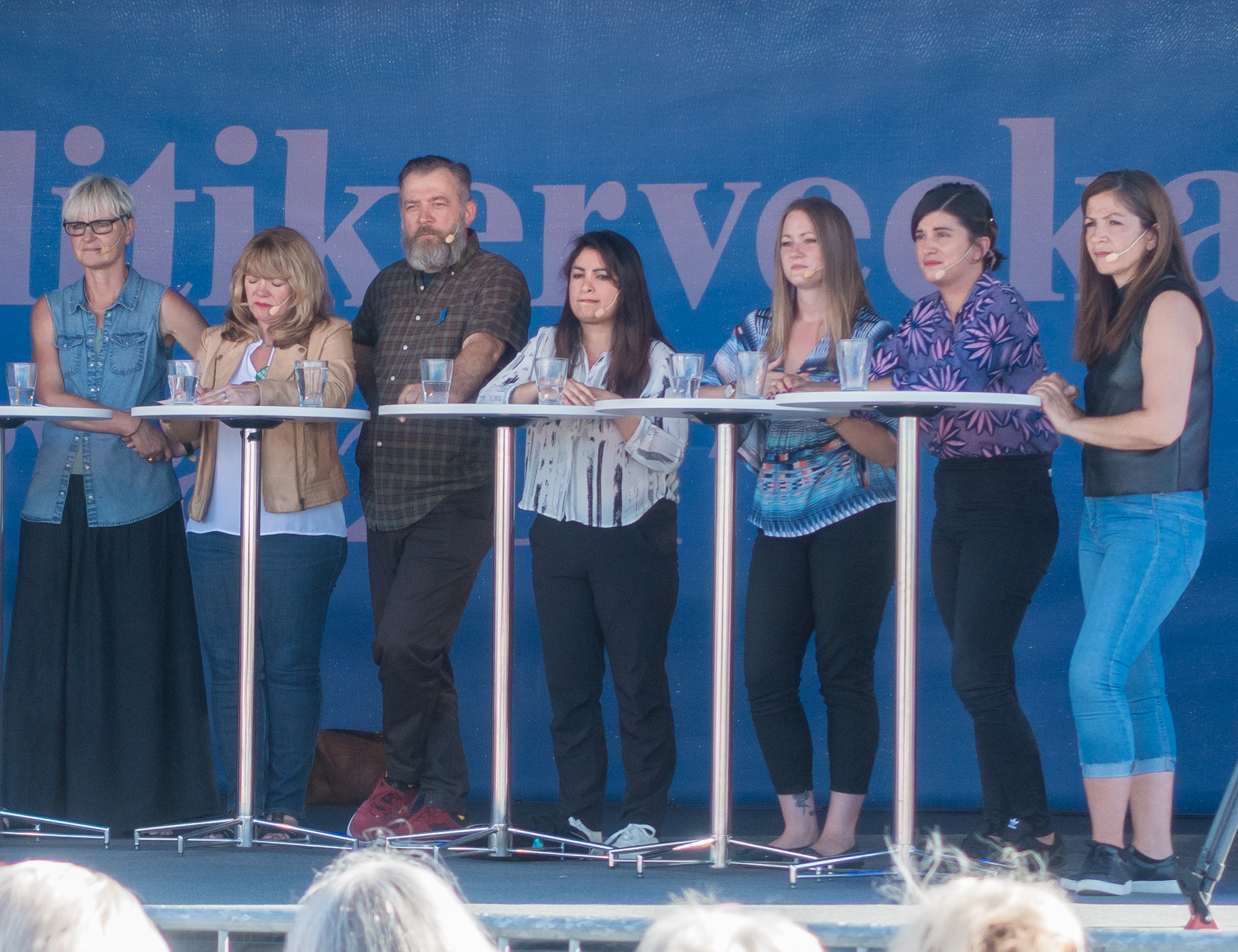
Debatt mellan politiker om integrationen under Järvaveckan 2017.
Från vänster: Maria Abrahamsson (M), riksdagsledamot. Susanne Nordling (MP), oppositionslandstingsråd i Stockholms läns landsting. Micke Valier (KD), ersättare i Stockholms kommunfullmäktige. Nooshi Dadgostar (V), riksdagsledamot i Civilutskottet. Jenny Ribsskog, andre vice ordförande för (SD) i Stockholms stad. Sissela Nordling Blanco (F!), ansvarig för mänskliga rättigheter i Stockholm Stad. Gulan Avci (L), ordförande i Liberala kvinnor.

Järvaveckan är en årligt återkommande politikervecka på Spånga IP i nordvästra Stockholm, där företrädare för svenska politiska partier, intresseorganisationer och företag samlas och diskuterar politik och samhällsfrågor.   
Järvaveckan arrangeras av Stiftelsen The Global Village och initierades av Ahmed Abdirahman 2016 med målet att bli "Sveriges viktigaste mötesplats för samhällsengagerade". 2019 slog Järvaveckan publikrekord med 53 000 besökare och hade över 300 deltagande organisationer.
Utöver politiska tal och samhällsdebatter, har Järvaveckan ett jobbtorg som matchar företag och arbetssökande. 2019 fanns över 2 000 jobb att söka på plats. Veckan har även ett kulturprogram, där bland annat artister med bakgrund i Järvaområdet uppträtt: till exempel Adam Tensta, Imenella och Näääk & Nimo.
2018 skrev Niklas Svensson en artikel i Expressen som kritiserade Järvaveckan för bristande redovisning av bidrag från Stockholms kommun. Arrangörerna har besvarat kritiken och förtydligat att alla medel har redovisats: den specifika händelse som Svensson adresserade handlade om en återredovisning som skickades till Spånga-Tenstas stadsdelsnämnd istället för till Stockholms stads kulturförvaltning. Missförståndet reddes ut omgående och externa revisorer har bekräftat att The Global Village följer korrekta rutiner för redovisning.